# Бранко Лазић (кошаркаш)
Бранко Лазић (Љубовија, 12. јануар 1989) српски је кошаркаш. Игра на позицијама бека и крила.
У дресу Црвене звезде је освојио девет титула првака Србије, седам пута је освојио Јадранску лигу, осам пута је био освајач Купа Радивоја Кораћа а играо је и полуфинале Еврокупа и четвртфинале Евролиге. Најтрофејнији је кошаркаш у историји Црвене звезде, и први по броју одиграних утакмица. Са сениорском репрезентацијом Србије освојио је сребро на Европском првенству 2017. године.

## Каријера

### ФМП
Прве кошаркашке кораке направио је са 9 година у својој Љубовији, у КК Младост. Први тренер му је био Слободан Смиљанић. На турниру региона у Шапцу, Бранко је био други најкориснији играч па су га запазили скаути ФМП-а, и позвали га да пређе клуб из београдског предграђа. Лазић 2002. са 13 година одлази у Београд, у редове ФМП-а, где је прошао све селекције и освајао титуле шампиона у јуниорској конкуренцији. Први тренер у ФМП–у му је био Милован Булатовић. Од 2007. године је био у првом тиму ФМП-а са којим је играо два финала Купа Радивоја Кораћа 2010. и 2011. године. Најбоље партије за овај клуб пружио је у сезони 2010/11, када је бележио 7,1 поен и 3,3 скока у српском шампионату и доигравању.

### Црвена звезда
Лета 2011. након интеграције ФМП-а са Црвеном звездом, Лазић постаје играч београдских црвено-белих и почиње да наступа за њих од сезоне 2011/12. Те сезоне је на 48 утакмица у свим такмичењима бележио 3,8 поена за скоро 15 минута у игри по утакмици. Иако је својевремено био оспораван, брзо се наметнуо као најбољи дефанзивац у тиму и специјалиста за чување најбољих противничких кошаркаша. У сезони 2012/13. освојио је Куп Радивоја Кораћа, а на 61 мечу у свим такмичењима забележио је 3,7 поена и 1,6 скокова.
У сезони 2013/14. Лазић је у Суперлиги на 11 сусрета имао просек од 6,4 поена и 2,1 скок уз врло високе проценте шута, док је у доигравању имао просек од осам поена, а са 10 постигнутих тројки био је лидер тима у доигравању. У мечу 22. кола АБА лиге на гостовању против Мега Визуре (98:86) убацио је 22 поена, што је његов лични рекорд у Звездином дресу. Освојио је још један национални куп, играо у Евролиги и у полуфиналу Еврокупа. На 67 мечева у свим такмичењима бележио је 4,4 поена, а са три фаула у просеку потврдио је статус најчвршћег кошаркаша црвено-белих.
У сезони 2014/15. са Звездом осваја триплу круну – титуле првака Србије и АБА лиге уз Куп Радивоја Кораћа и пласман у Топ 16 фазу Евролиге. У елитном европском такмичењу бележио је 3,9 поена, док је у лигашком делу АБА лиге бележио пет поена и имао сјајан проценат шута за три поена од 43,6%, а најбоље просеке остварио је у Суперлиги Србије (7,4 поена, 2,5 скокова и 1,38 украдених лопти у лигашком делу и 5,8 поена, 1,8 скокова и 1,20 украдених лопти у доигравању). На крају сезоне је потписао нови двогодишњи уговор са црвено-белима.
У сезони 2015/16. Лазић са црвено-белима поново осваја титуле првака Србије и АБА лиге. У Евролиги је на 26 одиграних утакмица бележио просечно 4,3 поена, 1,3 скокова, 1 асистенцију и 1 украдену лопту. Против Ефеса је у Истанбулу убацио 10 поена на старту ТОП 16 фазе. Нешто боље бројке има у АБА лиги, где је најрасположенији био у дербију против Партизана, када је забележио 14 поена уз четири погођене тројке из пет покушаја.

### Репрезентација
Својим радом и залагањем стигао је до дреса јуниорске и младе селекције Србије. Био је члан репрезентације Србије за играче до 18 година која је 2007. године на Европском првенству освојила златну медаљу.

## Успеси

### Клупски
- Црвена звезда:
  - Првенство Србије (9): 2014/15, 2015/16, 2016/17, 2017/18, 2018/19, 2020/21, 2021/22, 2022/23, 2023/24.
  - Јадранска лига (7): 2014/15, 2015/16, 2016/17, 2018/19, 2020/21, 2021/22, 2023/24.
  - Куп Радивоја Кораћа (9): 2013, 2014, 2015, 2017, 2021, 2022, 2023, 2024, 2025.
  - Суперкуп Јадранске лиге (1): 2018.

### Репрезентативни
- Европско првенство:  2017.
- Европско првенство до 18 година:  2007.

### Појединачни
- Најбољи одбрамбени играч Јадранске лиге (3): 2020/21, 2021/22, 2023/24.

## Статистика
Напомена: Евролига није једино такмичење у којем је играч учествовао, играо је и у домаћим такмичењима

### Евролига
| Сезона   | Екипа         | ОУ  | СУ | МПУ  | ПШ%  | 3П%  | СБ%  | СПУ | АПУ  | УПУ | БПУ | ППУ | ИПУ |
| -------- | ------------- | --- | -- | ---- | ---- | ---- | ---- | --- | ---- | --- | --- | --- | --- |
| 2013/14. | Црвена звезда | 10  | 8  | 14.3 | 47,4 | 42,9 | 83,3 | 1,3 | 0,77 | 0,1 | 0,0 | 2.6 | 1,8 |
| 2014/15. | Црвена звезда | 19  | 13 | 17,8 | 39,4 | 34,5 | 75,0 | 1,5 | 0,7  | 0,6 | 0,1 | 3.9 | 2,7 |
| 2015/16. | Црвена звезда | 26  | 11 | 19,3 | 43,0 | 41,0 | 87,5 | 1.3 | 1    | 0,9 | 0,0 | 4.3 | 2,9 |
| 2016/17. | Црвена звезда | 30  | 6  | 23,6 | 46,7 | 36,8 | 57,1 | 2.2 | 0,3  | 1.4 | 0,1 | 4.4 | 4,0 |
| 2017/18. | Црвена звезда | 30  | 21 | 20,4 | 32,4 | 25,9 | 94,4 | 2,0 | 0,9  | 0,8 | 0,1 | 3,3 | 2,5 |
| Каријера | Каријера      | 115 | 59 | 20,1 | 40,7 | 34,2 | 78,8 | 1,7 | 0,7  | 0,9 | 0,1 | 3,8 | 2,0 |